# DVB-T2

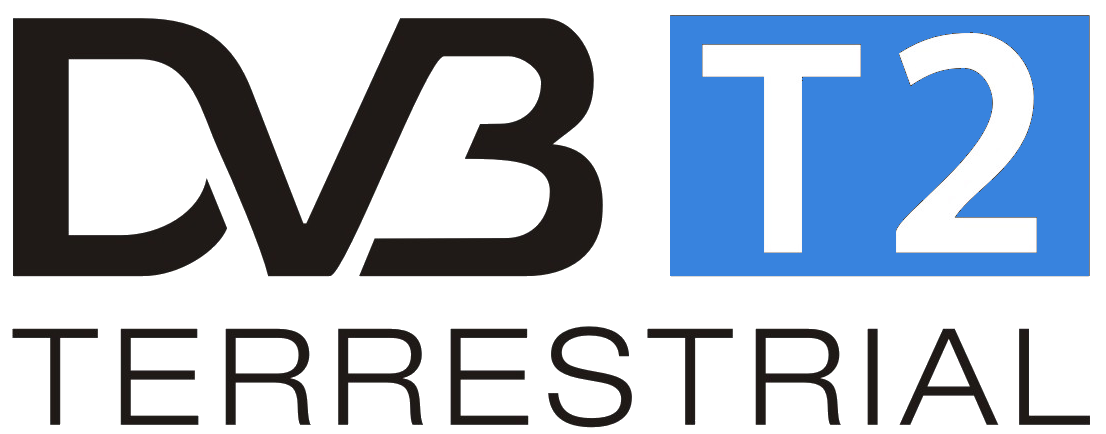
Logotipo oficial del estándar de televisión digital terrestre DVB-T2

DVB-T2 son las siglas de Digital Video Broadcasting – Terrestrial 2, que significa Difusión de Video Digital - Terrestre de segunda generación. Es la extensión del estándar de televisión DVB-T, expedida por el consorcio Digital Video Broadcasting (DVB), ideado para la transmisión de difusión de televisión digital terrestre.
Este sistema transmite audio digital comprimido, vídeo y otros datos en Physical Layer Pipes (PLP), utilizando la modulación OFDM (Orthogonal Frequency Division Multiplex) con canal concatenada de codificación y entrelazado. La mayor tasa de bits que ofrece, con respecto a su predecesor, DVB-T, hace que sea un sistema adecuado para llevar las señales de televisión de alta definición en el canal de televisión terrestre (aunque muchos organismos de radiodifusión siguen utilizando DVB-T).
Debido a las mejoras de la capacidad en comparación con el estándar DVB-T, los operadores pueden ofrecer más servicios de definición estándar o para lanzar bitrates superiores tales como servicios de alta definición, en la práctica supone un 30% más de capacidad frente al DVB-T. Por ejemplo, suponiendo que una capacidad de cerca de 40 Mbit/s es posible en un multiplexado DVB-T2 dado, sería posible proporcionar entre 4 y 6 servicios de alta definición, o entre 15 y 20 los servicios de definición estándar; en cualquiera de los casos, el resultado será un menor coste en la transmisión de cada servicio.
La especificación DVB-T2 ha sido diseñada para su recepción con antenas fijas ya existentes, aunque las antenas de recepción por antenas portátiles puede ser posible en algunos casos. Sin embargo, la norma no ha sido específicamente diseñada para la prestación de televisión en la telefonía móvil.
DVB-T2 no ha sido diseñado para reemplazar DVB-T a corto o medio plazo; más bien los dos estándares coexistirán en el mercado.

## Historia
En marzo de 2006, el consorcio DVB decidió estudiar opciones para un estándar DVB-T actualizado. En junio de 2006, el Grupo DVB estableció un grupo de estudio formal llamado TM-T2 (Módulo técnico sobre DVB-T de próxima generación) para desarrollar un esquema de modulación avanzado que podría ser adoptado por un estándar de televisión digital terrestre de segunda generación, que se llamará DVB-T2.
De acuerdo con los requisitos comerciales y la convocatoria tecnológica emitida en abril de 2007, la primera fase de DVB-T2 se dedicaría a proporcionar una recepción óptima para receptores fijos, y portátiles, es decir, unidades que pueden ser nómadas, pero no totalmente móviles, utilizando las antenas ya existentes, mientras que una segunda y tercera fase estudiaría métodos para entregar cargas útiles más altas, con nuevas antenas, así como el tema de la recepción móvil. El nuevo sistema debería proporcionar un aumento mínimo del 30% en la carga útil, en condiciones de canal similares a las ya utilizadas por el DVB-T.
Esta nueva versión conlleva un mejor uso del espectro, con un entre un 30 y un 50% extra de ancho de banda, con lo que se consiguen canales en alta definición (HDTV) ocupando menos espectro radioeléctrico que con el anterior DVB-T.
Los países que ya han comenzado a implantar el DVB-T tendrían que cambiar todos los receptores, lo que hará que el cambio en esos países se prolongue durante muchos años.
Sin embargo los países que aún están empezando pueden pasarse a este nuevo sistema, pues las antenas emisoras y las receptoras de la versión DVB-T son compatibles con la DVB-T2; tan solo hay que cambiar los descodificadores, y, como serían países que apenas tienen codificadores, no habría ningún problema, consiguiéndose un mejor aprovechamiento del espectro.
La DVB recomienda que el cambio de DVB-T hacia el DVB-T2 se haga sobre el año 2015, cuando los decodificadores sean más baratos y ya se haya hecho el apagón analógico, pues se puede aprovechar las frecuencias libres dejadas por los sistemas analógicos para tener simultáneamente los dos sistemas durante el período de transición.
En España está previsto que tras el “apagón analógico” de 2010 y la liberación de las frecuencias que ahora ocupan las cadenas analógicas se pueda implantar este sistema en años próximos, que convivirá durante un tiempo con el sistema DVB-T.

## Comparación con DVB-T
El empleo del nuevo estándar DVB-T2 tiene como principal ventaja, frente al actual DVB-T, la mejora de la eficiencia (tiene un 97% más de capacidad), lo que permite difundir servicios a través de un mayor ancho de banda. El salto al formato MPEG-4 AVC, llamado también H.264, desde MPEG-2 trae consigo un ahorro de ancho de banda muy importante, por lo que la combinación de estas dos medidas permiten ampliar la cantidad y calidad de los servicios que actualmente presta la Televisión Digital Terrestre ya que es más robusto (más de 8 dB). Con estos cambios técnicos se obtienen 30 Mbps añadidos para cada canal multiplexado que pueden permitir una generalización de la alta definición en la TDT.
|                     | DVB-T                                                       | DVB-T2                                      |
| ------------------- | ----------------------------------------------------------- | ------------------------------------------- |
| FEC                 | Convolutional Coding + Reed Solomon 1/2, 2/3, 3/4, 5/6, 7/8 | LDPC + BCH 1/2, 3/5, 2/3, 3/4, 4/5, 5/6     |
| Modes               | QPSK, 16QAM, 64QAM                                          | QPSK, 16QAM, 64QAM, 256QAM                  |
| Intervalo de guarda | 1/4, 1/8, 1/16, 1/32                                        | 1/4, 19/128, 1/8, 19/256, 1/16, 1/32, 1/128 |
| FFT size            | 2k, 8k                                                      | 1k, 2k, 4k, 8k, 16k, 32k                    |
| Scattered Pilots    | 8% of total                                                 | 1%, 2%, 4%, 8% of total                     |
| Continual Pilots    | 2.6% of total                                               | 0.35% of total                              |

## Beneficios sobre DVB-T
- Nueva modulación, Forward Error Correction (FEC) y modos de transmisión.
  - 30-60% mayor ancho de banda permite más servicios HDTV, SDTV e IP.
- Múltiples streams de entrada (Physical Layer Pipes, PLP).
  - Datos comunes (ejemplo, SI) y streams con servicios específicos (vídeo, audio).
  - Operación independiente y flexible con múltiples proveedores de servicios.
- Modulación dinámica variable y FEC.
  - Servicios móviles (ranurado tiempo/frecuencia) y fijos en mismo ancho de banda.
  - Utilización de ancho de banda óptimo para diferentes tipos de servicios.
- Soporte directo de formatos no-TS, por ejemplo IP.
  - Sin paquetes de Overead Transport Stream.
  - Datos repartidos (paquetes null) o comunes (SI) no tienen que mandarse siempre.
  - Sin conversión se simplifica la interoperabilidad.

## Nuevas tecnologías sobre DVB-T
- Nuevas opciones de transmisión.
  - Nuevos anchos de banda de canales, Intervalos de guarda y modos FFT.
  - 8 patrones de piloto diferentes.
  - Modos de portadora extendidos.
  - Constelaciones rotadas y Q-retardadas.
  - Modos Multiple Input Single Output (MISO).
  - Reducción de la potencia pico a promedio (factor de cresta, PAPR).
- Modulación dinámica variable para cada “célula COFDM”.
  - Toda portadora en cada símbolo es controlable independientemente.
  - Datos de sistema/control enviados en formato fijo y símbolos robustos.
- DVB-S2 FEC + tiempo extensivo e intercalado de frecuencia.
  - Mejora robustez en entornos ruidosos.

## Requerimientos comerciales clave de DVB-T2
- Reutilizar las antenas domésticas y transmisores existentes.
- Soportar receptores fijos y portables.
- Al menos 30% mayor capacidad que DVB-T.
- Mejor rendimiento SFN (Single Frecuency Networks).
- Robustez específica por servicio.
- Flexibilidad de frecuencia y ancho de banda.
- Reducción del Factor de Cresta.

### Descripción del sistema DVB-T2

DVB-T2: estructura principal del estándar de transmisión de la televisión digital terrestre.

La entrada del sistema puede ser uno o más corrientes de transporte MPEG-2. El preprocesador de entrada, que no es parte del sistema T2, puede incluir un separador de Servicio o demultiplexor para flujos de transporte (TS) para la separación de los servicios en la T2, que son uno o varios flujos de datos lógico. Estos son transportados en cada capa física Pipes (PLP).
Cada PLP deberá ser: TS (Transport Stream), GSE (Generic Encapsulated Stream), GFPS (Generic Fixed Packetized Stream) y GCS (Generic Continuous Stream). Estos dos últimos streams son conformes con DVB-S2.
La corrección de errores puede ser interna con BCH o externa con LDPC. La interna proporciona corrección de errores básica con mínima carga mientras que la corrección de errores externa es una corrección adicional con carga.
DVB-T2 utiliza diferentes retardos de trama e intercalados para cada PLP. El intercalado de bit de la trama FEC se utiliza para la protección de error en ráfagas, el intercalado de celda de las celdas COFDM para protección en frecuencia y el intercalado en el tiempo entre tramas T2 para protección en el tiempo.

### Características del sistema DVB-T2
DVB-T2 incorpora la última evolución en modulación y resuelve el error de protección para aumentar la capacidad de la tasa de bits mejorando la robustez de la señal. Para lograr estas mejoras los cambios detallados se han hecho en función de las características capa física, de la configuración de la red, optimizando el rendimiento para que coincida con las características de propagación de la frecuencia de canal.
Utiliza la modulación OFDM (Orthogonal Frequency Division Multiplex). La disponibilidad de un gran número de modos permite el mismo nivel de flexibilidad para adaptarse al ámbito específico de aplicación del estándar DVB-T. Sin embargo, la incorporación de la modalidad 256 QAM en la especificación DVB-T2 permite la capacidad de aumentar el número de bits realizado por cada celda de datos y beneficiarse de la mejora de FEC (Forward Error Correction) que da un aumento de la capacidad importante.
Se hace uso de LDPC (Low Density Parity Check) en combinación con los códigos BCH (Bose-Chaudhuri - Hocquengham) para proteger contra altos niveles de ruido e interferencias.
Tiene la flexibilidad adicional proporcionada por la elección de los ocho patrones aislados que pueden ser seleccionados en base al tamaño de la FFT y del intervalo de guardia adoptado para aumentar al máximo los datos de carga útil.
Ofrece una selección de la robustez y la protección de diferentes niveles para cada servicio por separado dentro de un flujo de transporte realizadas por una señal en un determinado canal. Esto permite que cada servicio tenga un modo único de modulación en función de la robustez de las señales necesarias a través de la utilización de la capa física Pipes (PLP).
DVB-T2 permite la posibilidad de maximizar el rendimiento en las aplicaciones de red de frecuencia única. Los nuevos modos de transporte se han añadido para mejorar el rendimiento de SFNs y aumentar el período de símbolo. Este aumento en el período de símbolo, a su vez, permite una reducción proporcional en el tamaño del intervalo de guarda sin dejar de manejar las reflexiones multivía.
Permite la reducción de pico de la potencia media utilizada en la estación transmisora. El pico amplificador de potencia puede ser reducida en un 25%, lo que puede reducir significativamente la cantidad total de energía que debe ponerse a disposición de la transmisión de altas potencias.
También proporciona la robustez de señal mejorada contra el exterior, influencias tales como por la geografía, el clima, y los edificios. Esto se consigue mediante el uso de la técnica de Rotación de la constelación y el tiempo y el intercalado de frecuencia. Las constelaciones giradas proporcionan una robustez mejorada significativamente frente a la pérdida de datos en las celdas, asegurando que la pérdida de información de uno de los componentes del canal puede ser recuperado en otro componente del canal. Esto se logra mediante la asignación de los datos sobre QAM normal (x, eje y) que luego se gira en el "plano IQ", de modo que cada eje en el propio (U1, U2) lleva la información suficiente. El I y los componentes de Q son enviados en diferentes momentos utilizando celdas diferentes para garantizar la recuperación de la información si es necesario.

### Estado comercial del sistema

Países europeos por DVB-T estándar

- 2008, 27 de junio: Guildford, Reino Unido por BBC.
  - Primer test en aire.
- 2008, diciembre: Turín, Italia por RAI.
  - 45 Mbits/s con 256 QAM, ¾ FEC.
  - 4 HD streams usando modo único-PLP.
- 2009, marzo: Equipment Plug Fest en Milán.
  - 6 x DVB-T2 Moduladores y 5 x Receptores.
- 2009, agosto: Sevilla, España por Abertis Telecom y la UPV/EHU.
  - Test de transmisiones usando receptor SIDSA.
- 2009, septiembre: IBC 2009.
  - Muchos Receptores, Transmisores y Equipamiento de Test.
- 2009, septiembre: Suecia por Teracom.
- 2009, diciembre: Winter Hill, Reino Unido.
  - Primeros difusores comerciales con servicios 4x HDTV.
  - Modo 7: 40.2 Mbits/s, 32k FFT, 256 QAM, 2/3 FEC, 1/128 GI
  - Futuros despliegues en 2010 (Londres, Glasgow e Inglaterra NE).
  - “Algunos! STBs disponibles en lanzamiento, pero la mayoría retrasados hasta 2010.
- 2010, primer trimestre: Finlandia.
  - Emisiones en pruebas incluyendo cobertura HDTV en Juegos Olímpicos de invierno.
- 2016, mayo: Alemania.
  - Comienzo de emisiones en algunas emisoras en DVB-T2, que fue implantado incluyendo H.265 como algoritmo de compresión de video. Tal sistema no se conoce en Alemania como DVB-T2 sino con la denominación de "DVB-T2 HD".
- 2017, marzo: Alemania.
  - Implantación del sistema DVB-T2 HD en muchos puntos de la geografía alemana.
- 2019, enero: España.
  - El Plan Técnico Nacional de la TDT aprobado en 2019 obliga a los fabricantes a incluir sintonizadores compatibles con DVB-T2 en los televisores que se comercialicen, pero no se aprueba ninguna normativa específica para la migración de DVB-T a DVB-T2. A partir del 14 de febrero de 2024, todos los canales con emisión estándar (SD) en DVB-T deberán dejar de emitir, pero se mantendrá la emisión en DVB-T a través del códec MPEG-4/H.264, sin migrar a DVB-T2.[3][4]

## DVB-T2 en Latinoamérica y el Caribe
Colombia aprobó el sistema DVB-T2 a finales de 2011, el cual coexistió con el DVB-T de primera generación hasta 2015, en Bogotá y Medellín. Actualmente en todo el territorio colombiano las transmisiones se realizan bajo el estándar DVB-T2 de segunda generación, o TDT 2 como se le conoce en Europa.
Otros países iberoamericanos y caribeños que aprobaron este estándar fueron Panamá, Trinidad y Tobago, Haití, Surinam, Guyana Francesa y las islas de Curazao, Bonaire, San Eustaquio, Saba, San Martín y Bermudas, pero por el momento solo tienen el estándar DVB-T de primera generación.